# Rejon poczinkowski (obwód niżnonowogrodzki)
Rejon poczinkowski (ros. Починковский район) – jednostka administracyjna wchodząca w skład Obwodu niżnonowogrodzkiego w Rosji.
W granicach rejonu usytuowane są m.in. wsie: Poczinki (centrum administracyjne rejonu), Koczkurowo, Naruksowo, Rizowatowo, Użowka, Wasilew Majdan, Wasilewka, Marjesjewo.